# Лисицина Анна Михайлівна
Анна Михайлівна Лисицина (вепс. Anna Lisicina, Mihailan tütär; 14 лютого 1922, село Житноручей, Карельська Трудова Комуна, РРФСР — 3 серпня 1942, річка Свір) — партизанка, зв'язкова Центрального Комітету Комуністичної партії Карело-Фінської Радянської Соціалістичної Республіки. Герой Радянського Союзу (1943, посмертно).

## Біографія
Народилася в 1922 році в селі Житноручей (нині в складі села Рибрека Прионежський району Карелії). За національністю — вепсянка.
Закінчила середню школу в селі Рибрека. У 1938—1940 роках навчалася в Ленінградському бібліотечному технікумі (або в Карельському училищі культури), після закінчення якого працювала бібліотекарем в Сегежсьокому районному клубі.
У червні 1942 року Анна Лисицина та Марія Мелентьєва були спрямовані в окупований фінами Шелтозерський район. Вони організували там явки для підпільних комітетів, зібрали відомості про окупаційний режим, розташування вогневих точок і оборонні споруди противника, а також встановили контакт із населенням.
При поверненні c завдання Лисицина потонула під час переправи через річку Свір, встигнувши передати напарниці Марії Мелентьєвій зібрані дані розвідки.
Указом Президії Верховної Ради СРСР від 25 вересня 1943 року за зразкове виконання бойових завдань командування і проявлені мужність і героїзм у боях з німецько-фашистськими загарбниками Лисициній Анні Михайлівні посмертно присвоєно звання Героя Радянського Союзу.

## Пам'ять
У місті Підпорож'є, в селищі міського типу Нікольський Подпорожського району і в селищі Рибрека героїні встановлені пам'ятники.
Її ім'я носять вулиці в місті Петрозаводську, селі Рибрека, селищі міського типу Нікольському, риболовецький траулер, Петрозаводське училище культури і судно Міністерства морського флоту.
Анні Лисициній і Марії Мелентьєвій присвячені п'єса Олександра Олександровича Іванова «Це було в Карелії» і нарис Геннадія Фіша «Подруги».
Портрет Анни Лісіцин встановлений у монументальній портретній галереї Героїв Радянського Союзу-уродженців Карелії, відкритої в 1977 році в Петрозаводську в районі вулиць Антикайнена і Червоної.